# サトノラーゼン
サトノラーゼン（英：Satono Rasen）は、日本とオーストラリアで活躍した競走馬（サラブレッド）である。主な勝ち鞍は2015年の京都新聞杯(GII)。

## 経歴

### 2歳（2014年）
2014年7月27日、札幌競馬場の2歳新馬戦（芝1800m）でデビュー。1番人気に推されたが3着に敗れる。2戦目、3戦目は同条件の未勝利戦を使われ2戦連続2着と惜敗。4戦目、中京競馬場の未勝利戦は0.3秒差の3着に敗れた。

### 3歳（2015年）
年明け初戦、3歳未勝利を好位から抜け出し後の重賞勝ち馬であるレーヴミストラル、ウェスタールンド、アレスバローズなどを相手に初勝利を挙げる。昇級初戦、3歳500万下はキタサンブラックに3馬身差をつけられたが2着に入る。次走、ゆきやなぎ賞はアルバートドック、クリプトグラムに続く3着、4月のはなみずき賞を4番手から抜け出して後続に2馬身差をつけて勝利、2勝目を挙げる。初の重賞挑戦となった京都新聞杯は5番手から直線で抜け出すとポルトドートウィユの追い込みを半馬身ねじ伏せ重賞初制覇、東京優駿出走への賞金を加算した。迎えた東京優駿は中団につけると直線でドゥラメンテとともに脚を伸ばしドゥラメンテには1馬身3/4差で敗れはしたものの、同馬主のサトノクラウンにハナ差制し2着、GIで連対を果たした。その後は休養に入り、9月のセントライト記念で復帰、1番人気に推されるが、7着に敗れデビュー11戦目にして初めて掲示板を外した。クラシック三冠目、菊花賞は中団やや後ろから追い込んだが5着が精一杯だった。

### 4歳（2016年）
3か月ぶりの出走となった4歳初戦、アメリカジョッキークラブカップは10着、3か月半空いた次走、新潟大賞典は13着と2戦連続惨敗に終わる。小倉記念も上位には入れず7着に敗れた。その後アイルランドトロフィーで4着と持ち直すと初のマイル戦となったリゲルステークスで上がり最速の脚で追い込み2着を確保した。

### 5歳（2017年）
5歳初戦、引き続きマイル戦を選択した洛陽ステークスは1番人気となるが、後方からまったく伸びずブービーの10着と大敗。4か月の休み明けとなった米子ステークスはブラックムーンに差し切られたが2着と好走する。次走、小倉日経オープンは3着、ポートアイランドステークスは8着とそれぞれ敗れる。その後、12月13日付けで競走馬登録を抹消、オーストラリアへ移籍することになった。

### オーストラリア移籍
オーストラリア移籍後はA Lees, R Lees Et Alが馬主となり、クリス・ウォーラー厩舎の管理馬となる。馬名は変更されず、「Satono Rasen」で登録された。
移籍初戦となった2018年4月21日のオールエイジドステークスは9着に敗れる。その後重賞に挑戦するものの惨敗を繰り返していたが、移籍8戦目となった12月のサマーカップで2着と連対を果たした。その後は2019年に1走、2020年に3走したもののいずれも勝利とはならず2020年6月27日のプレミアズカップを最後に引退した。

## 競走成績
日本時代のものを掲載。以下の内容は、JBISサーチおよびnetkeiba.comに基づく。
| 競走日     | 競馬場 | 競走名            | 格      | 距離（馬場）  | 頭 数 | 枠 番 | 馬 番 | オッズ （人気） | 着順 | タイム （上がり3F） | 着差 | 騎手          | 斤量 [kg] | 1着馬（2着馬）         | 馬体重 [kg] |
| ---------- | ------ | ----------------- | ------- | ------------- | ----- | ----- | ----- | --------------- | ---- | ------------------- | ---- | ------------- | --------- | ---------------------- | ----------- |
| 2014.07.27 | 札幌   | 2歳新馬           |         | 芝1800m（良） | 13    | 8     | 12    | 003.20（1人）   | 03着 | R1:54.4（35.5）     | -0.3 | 0福永祐一     | 54        | ジャズファンク         | 438         |
| 0000.08.17 | 札幌   | 2歳未勝利         |         | 芝1800m（良） | 14    | 4     | 6     | 012.00（5人）   | 02着 | R1:51.4（35.4）     | -0.2 | 0三浦皇成     | 54        | トーセンバジル         | 438         |
| 0000.09.06 | 札幌   | 2歳未勝利         |         | 芝1800m（良） | 14    | 4     | 5     | 001.80（1人）   | 02着 | R1:51.3（35.7）     | -0.2 | 0北村宏司     | 54        | マイネルポルトゥス     | 436         |
| 0000.12.20 | 中京   | 2歳未勝利         |         | 芝2000m（稍） | 18    | 6     | 11    | 003.50（1人）   | 03着 | R2:04.8（36.3）     | -0.3 | 0川田将雅     | 55        | スピリッツミノル       | 462         |
| 2015.01.05 | 京都   | 3歳未勝利         |         | 芝2000m（良） | 16    | 2     | 4     | 004.50（2人）   | 01着 | R2:01.1（34.2）     | -0.1 | 0川田将雅     | 56        | （レーヴミストラル）   | 460         |
| 0000.02.22 | 東京   | 3歳500万下        |         | 芝2000m（良） | 14    | 4     | 6     | 013.80（6人）   | 02着 | R2:01.9（34.6）     | -0.5 | 0福永祐一     | 56        | キタサンブラック       | 452         |
| 0000.03.14 | 阪神   | ゆきやなぎ賞      | 500万下 | 芝2400m（稍） | 8     | 6     | 6     | 003.30（2人）   | 03着 | R2:31.4（35.8）     | -0.3 | 0和田竜二     | 56        | アルバートドック       | 452         |
| 0000.04.18 | 阪神   | はなみずき賞      | 500万下 | 芝2000m（良） | 15    | 3     | 5     | 004.90（3人）   | 01着 | R2:02.1（34.5）     | -0.3 | 0川田将雅     | 56        | （オメガゴールドレイ） | 450         |
| 0000.05.09 | 京都   | 京都新聞杯        | GII     | 芝2200m（良） | 16    | 2     | 4     | 004.60（2人）   | 01着 | R2:11.3（34.5）     | -0.1 | 0川田将雅     | 56        | （ポルトドートウィユ） | 454         |
| 0000.05.31 | 東京   | 東京優駿          | GI      | 芝2400m（良） | 18    | 1     | 1     | 018.70（5人）   | 02着 | R2:23.5（34.2）     | -0.3 | 0岩田康誠     | 57        | ドゥラメンテ           | 454         |
| 0000.09.21 | 中山   | セントライト記念  | GII     | 芝2200m（良） | 15    | 4     | 6     | 002.90（1人）   | 07着 | R2:14.1（34.5）     | -0.3 | 0岩田康誠     | 56        | キタサンブラック       | 462         |
| 0000.10.25 | 京都   | 菊花賞            | GI      | 芝3000m（良） | 18    | 1     | 2     | 005.90（3人）   | 05着 | R3:04.4（35.3）     | -0.5 | 0岩田康誠     | 57        | キタサンブラック       | 460         |
| 2016.01.24 | 中山   | AJCC              | GII     | 芝2200m（良） | 16    | 3     | 6     | 004.40（1人）   | 10着 | R2:13.0（36.2）     | -1.0 | 0F.ベリー     | 56        | ディサイファ           | 466         |
| 0000.05.08 | 新潟   | 新潟大賞典        | GIII    | 芝2000m（良） | 16    | 3     | 5     | 007.30（4人）   | 13着 | R1:59.1（35.6）     | -1.3 | 0石川裕紀人   | 57        | パッションダンス       | 460         |
| 0000.08.07 | 小倉   | 小倉記念          | GIII    | 芝2000m（良） | 12    | 1     | 1     | 004.40（2人）   | 07着 | R2:00.6（36.1）     | -0.6 | 0岩田康誠     | 57        | クランモンタナ         | 460         |
| 0000.10.16 | 東京   | アイルランドT     | OP      | 芝2000m（良） | 14    | 4     | 6     | 006.10（3人）   | 04着 | R2:00.6（35.1）     | -1.1 | 0柴田善臣     | 57        | ハギノハイブリッド     | 456         |
| 0000.12.17 | 阪神   | リゲルS           | OP      | 芝1600m（良） | 17    | 5     | 9     | 006.10（4人）   | 02着 | R1:34.9（34.4）     | -0.1 | 0V.シュミノー | 57        | マイネルアウラート     | 454         |
| 2017.02.11 | 京都   | 洛陽S             | OP      | 芝1600m（重） | 11    | 4     | 4     | 003.50（1人）   | 10着 | R1:36.8（35.4）     | -1.1 | 0武豊         | 57        | ダッシングブレイズ     | 456         |
| 0000.06.18 | 阪神   | 米子S             | OP      | 芝1600m（良） | 10    | 2     | 2     | 006.20（4人）   | 02着 | R1:32.0（32.9）     | -0.1 | 0川田将雅     | 57        | ブラックムーン         | 446         |
| 0000.08.27 | 小倉   | 小倉日経OP        | OP      | 芝1800m（良） | 12    | 2     | 2     | 002.40（1人）   | 03着 | R1:46.6（34.8）     | -0.5 | 0浜中俊       | 57        | ダノンメジャー         | 456         |
| 0000.10.01 | 阪神   | ポートアイランドS | OP      | 芝1600m（良） | 13    | 7     | 10    | 003.30（1人）   | 08着 | R1:33.6（34.1）     | -0.6 | 0秋山真一郎   | 57        | ムーンクレスト         | 458         |

## 血統表
| サトノラーゼンの血統            | サトノラーゼンの血統                                 | サトノラーゼンの血統                    | （血統表の出典）                        | （血統表の出典）  |
| 父系                            | サンデーサイレンス系                                 | サンデーサイレンス系                    | サンデーサイレンス系                    | [ § 2 ]           |
| 父 ディープインパクト 2002 鹿毛 | 父の父*サンデーサイレンス Sunday Silence 1986 青鹿毛 | Halo                                    | Hail to Reason                          | Hail to Reason    |
| 父 ディープインパクト 2002 鹿毛 | 父の父*サンデーサイレンス Sunday Silence 1986 青鹿毛 | Halo                                    | Cosmah                                  |                   |
| 父 ディープインパクト 2002 鹿毛 | 父の父*サンデーサイレンス Sunday Silence 1986 青鹿毛 | Wishing Well                            | Understanding                           | Understanding     |
| 父 ディープインパクト 2002 鹿毛 | 父の父*サンデーサイレンス Sunday Silence 1986 青鹿毛 | Wishing Well                            | Mountain Flower                         |                   |
| 父 ディープインパクト 2002 鹿毛 | 父の母*ウインドインハーヘア 1991 鹿毛                | Alzao                                   | Lyphard                                 | Lyphard           |
| 父 ディープインパクト 2002 鹿毛 | 父の母*ウインドインハーヘア 1991 鹿毛                | Alzao                                   | Lady Rebecca                            |                   |
| 父 ディープインパクト 2002 鹿毛 | 父の母*ウインドインハーヘア 1991 鹿毛                | Burghclere                              | Busted                                  | Busted            |
| 父 ディープインパクト 2002 鹿毛 | 父の母*ウインドインハーヘア 1991 鹿毛                | Burghclere                              | Highclere                               |                   |
| 母 *トゥーピー Toupie 2002 栗毛 | 母の父Intikhab 1994 鹿毛                             | Red Ransom                              | Roberto                                 | Roberto           |
| 母 *トゥーピー Toupie 2002 栗毛 | 母の父Intikhab 1994 鹿毛                             | Red Ransom                              | *アラビアII                             |                   |
| 母 *トゥーピー Toupie 2002 栗毛 | 母の父Intikhab 1994 鹿毛                             | Crafty Example                          | Crafty Prospector                       | Crafty Prospector |
| 母 *トゥーピー Toupie 2002 栗毛 | 母の父Intikhab 1994 鹿毛                             | Crafty Example                          | Zienelle                                |                   |
| 母 *トゥーピー Toupie 2002 栗毛 | 母の母Turpitude 1997 芦毛                            | Caerleon                                | Nijinsky                                | Nijinsky          |
| 母 *トゥーピー Toupie 2002 栗毛 | 母の母Turpitude 1997 芦毛                            | Caerleon                                | Foreseer                                |                   |
| 母 *トゥーピー Toupie 2002 栗毛 | 母の母Turpitude 1997 芦毛                            | Canaletto                               | Iron Duke                               | Iron Duke         |
| 母 *トゥーピー Toupie 2002 栗毛 | 母の母Turpitude 1997 芦毛                            | Canaletto                               | Charming Doll                           |                   |
| 母系(F-No.)                     | (FN:13-c)                                            | (FN:13-c)                               | (FN:13-c)                               | [ § 3 ]           |
| 5代内の近親交配                 | Hail to Reason 4×5、Northern Dancer 5×5              | Hail to Reason 4×5、Northern Dancer 5×5 | Hail to Reason 4×5、Northern Dancer 5×5 | [ § 4 ]           |
| 出典                            | 1. 2. 3. 4.                                          | 1. 2. 3. 4.                             | 1. 2. 3. 4.                             | 1. 2. 3. 4.       |

- 半弟サトノクロニクル（父ハーツクライ）は2017年チャレンジカップ勝ち馬。
- 母トゥーピーは仏G3アランベール賞優勝、仏1000ギニー2着。